# BMW 320
La 320 è un'autovettura di fascia alta prodotta dal 1937 al 1938 dalla Casa automobilistica tedesca BMW.

## Storia e profilo

### Nascita del modello
L'introduzione, nel febbraio 1936, della BMW 326, dotata di una linea molto moderna e aerodinamica, fece invecchiare di colpo la gamma BMW già presente in listino. In particolare, la BMW 319, che aveva ambizioni da vettura di fascia medio-alta, sentì a un tratto il peso degli anni, anche a causa di un progetto non più freschissimo visto che il telaio risaliva già al 1932, mentre la carrozzeria era pressappoco la stessa delle BMW 303. In realtà tra quest'ultima e la 319 non passarono molti anni, ma l'arrivo della moda delle linee aerodinamiche assestò un colpo tremendo al design pressoché squadrato delle vetture europee ancora rimaste a seguire i vecchi canoni stilistici. Giunse così il momento di realizzare un modello in grado di sostituire in un colpo solo sia la 319 sia la 329, ossia una variante cabriolet della 319 "vestita" con una carrozzeria molto più vicina, nello stile, alla 326. Per distaccare quest'ultima dal nuovo modello si decise di riconfermare il vecchio telaio dei due modelli uscenti, a sua volta di origine 303. Per contro, venne notevolmente allungato il passo, pur rimanendo più corto di quello della 326. La vettura definitiva venne introdotta nel luglio 1937 con la denominazione 320.

### Caratteristiche

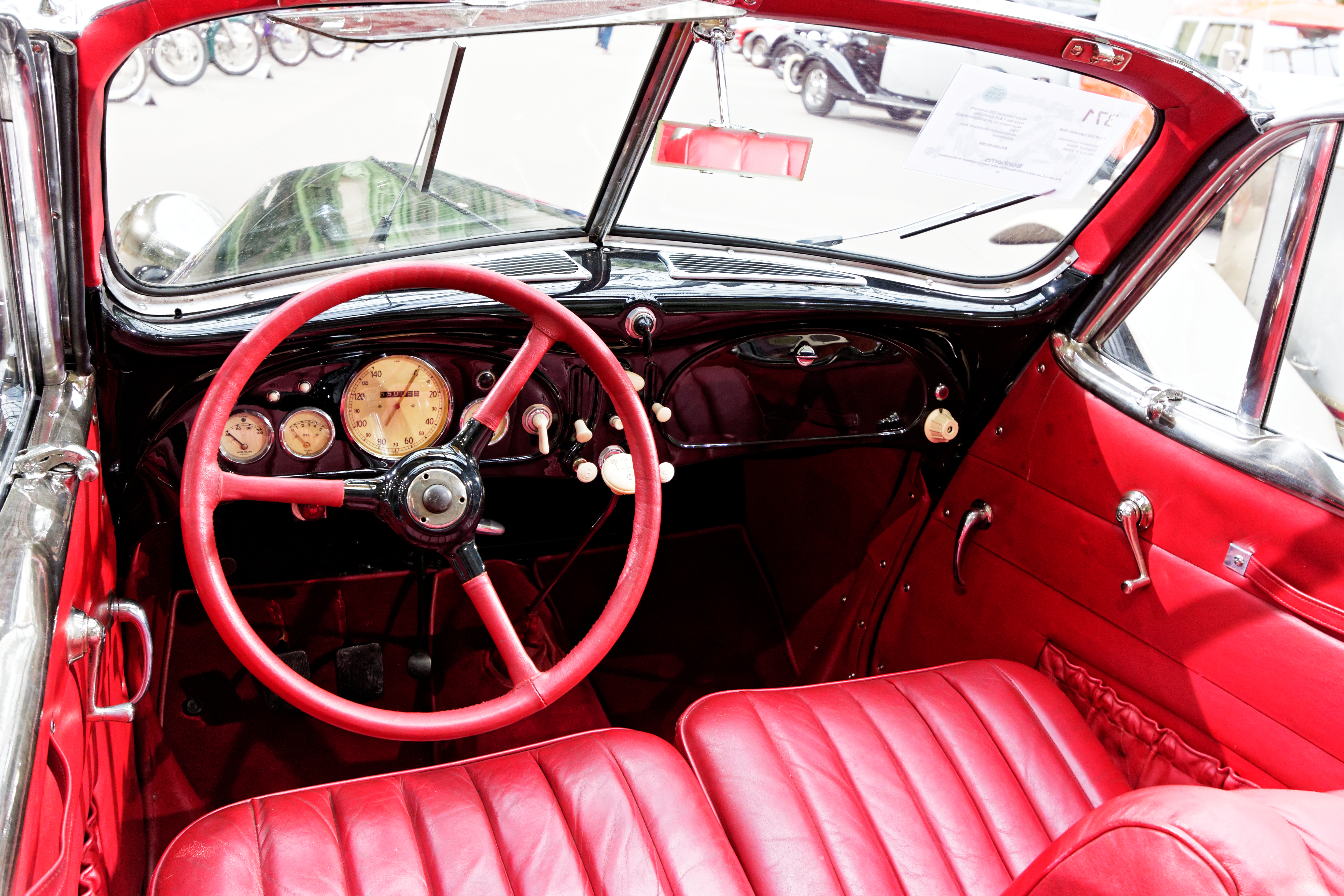
Gli interni

La 320 propose quindi una carrozzeria simile nello stile a quella della 326, ma dalla quale si distingueva a colpo d'occhio per il fatto di avere due sole porte. Tale caratteristica fu una scelta obbligata, visto che il telaio era caratterizzato da un interasse più corto di 12 cm e non avrebbe dato modo di ricavare quattro portiere sufficientemente ampie. Per contro, il fatto di avere due sole porte sottolineò ancor di più l'appartenenza della 320 a un segmento di mercato inferiore rispetto alla 326. Anche la stessa lunghezza dell'intero corpo vettura passò dagli originari 4.6 m ai 4.5 m della 320. La linea era comunque gradevole anche in tale versione. La gamma carrozzerie era limitata a due varianti, ossia berlina e cabriolet.
Come già detto, la 320 nasceva su un telaio strettamente derivato da quello dei modelli 319 e 329, una struttura a longheroni e traverse in acciaio con sospensioni anteriori a ruote indipendenti con bracci trasversali inferiori e una balestra anch'essa montata trasversalmente. Il retrotreno era invece ad assale rigido con due balestre semiellittiche longitudinali. L'unico aspetto in comune con la 326 per quanto riguardava la meccanica del telaio era il nuovo impianto frenante di tipo idraulico (sulle 319 e 329 era ancora azionato a cavo), con tamburi sulle quattro ruote. Le primissime 320 montavano lo stesso motore dei due modelli precedenti, vale a dire il 6 cilindri in linea da 1911 cm³, con distribuzione a valvole in testa mosse da aste e bilancieri. La potenza massima era di 45 CV a 4000 giri/min, sufficienti per spingere la vettura a 110 km/h di velocità massima. La trasmissione era affidata a un cambio manuale a 4 marce.

### Carriera commerciale
La brevissima carriera commerciale della 320 fu segnata da un solo aggiornamento di rilievo, arrivato già nell'ottobre del 1937 e consistente nell'aumento di cilindrata da 1911 a 1971 cm³. Si trattava in pratica dello stesso motore della 326, ma con potenza massima rimasta invariata a 45 CV. L'alimentazione, fino a quel momento affidata a due carburatori Solex, si accontentò a quel punto di un solo carburatore, sempre Solex. La produzione della 320 durò a quel punto solo un anno: nel mese di ottobre del 1938 la 320 venne cancellata dai listini per lasciare spazio alla 321, in pratica una versione evoluta del modello uscente. In totale vennero prodotti 4.240 esemplari di BMW 320.